# Каленчук Василь Андрійович
Каленчук Василь Андрійович (5 липня 1925, село Житники, Вінницька область, Україна — 11 квітня 1981, Архангельськ, Російська Федерація) — український  театральний актор. 

## Життєпис
Василь Каленчук народився 5 липня 1925 року в селі Хижинці, Вінницької області.  
Брав участь у німецько-совєцькій війні.  
У січні 1947 вступив до Архангельського Великого драматичного театру (нині — Архангельський театр драми імені М. В. Ломоносова) в якості артиста допоміжного складу.  
Вчителями Каленчука були сцена і провідні актори театру: Борис Горшенін, Клавдія Кулагіна, Сергій Плотников, Д. Алексеєв, М. Корнілов. У 1950 році Каленчук був переведений до основного складу трупи, згодом ставши одним із провідних артистів театру. 
Василь Каленчук був яскравим, різноплановим актором, який в основному тяжів до глибокої соціально-психологічної драми. Він створював непрості характери, сильні в класичній зарубіжній та сучасній драматургії. За 33 роки роботи в театрі він зіграв більше ста ролей. 
Найяскравішими ролями Василя Каленчука були: Мересьєв у спектаклі «Справжній чоловік», Яків Прокопович у виставі «Не стріляйте в білих лебедів», кардинал Рішельє у спектаклі «Три мушкетери», Борис Годунов у спектаклі «Борис Годунов». 
11 квітня 1981 року провідний актор Архангельського театру драми імені М. В. Ломоносова Володимир Каленчук помер. Похований на Соломбальському цвинтарі Архангельська. 

## Творчість

### Ролі в театрі
- 1954 — Борис («Сторінки життя» В. Розова)
- 1955 — Андрій («В добрий час» В. Розова)
- 1955 — Мересьев ( «Справжній чоловік» Т. Лондона по Б. Польовому)
- 1964 — Анучкін («Одруження» Миколи Гоголя)
- 1971 — Артур-Ґедзь («Італійська трагедія» Е. Войнич)
- 1976 — Яків Прокопович («Не стріляйте в білих лебедів» Б. Васильєва)
- 1976 — кардинал Рішельє («Три мушкетери» А. Дюма)
- 1977 — Єрмаков («Очікування» А. Арбузова)
- 1978 — Лукашин («Дві зими і три літа» Ф. Абрамова)
- 1979 — Борис Годунов ( «Борис Годунов» А. Пушкіна)
- 1980 — «Сині коні на червоній траві» М. Шатрова)